# Cyborg 3: The Recycler
Cyborg 3: The Recycler è un film statunitense del 1994 diretto da Michael Schroeder, distribuito direct-to-video e sequel di Cyborg 2.

## Trama
In una desolata terra post apocalittica, i Cyborg sono alla mercé degli uomini che li cacciano per recuperare le loro componenti. Cash, un cyborg femmina, apprende da Doc Edford che lei ha una sorta di gravidanza. Lei andrà in cerca per la città oscura di Cytown di Evans, un creatore di cyborg, per saperne di più sulla propria condizione. È seguita da Anton Lewellyn e dal suo assistente Jocko.